# 진와촌
진와촌(神和村)은 에히메현 온센군에 설치된 촌이다.